# Matjaž Klopčič
Matjaž Klopčič (4 dicembre 1934 – 15 dicembre 2007) è stato un regista cinematografico e sceneggiatore sloveno.

## Biografia
Figlio del poeta sloveno Mile Klopčič e nipote dello storico ed attività comunista France Klopčič, ha diretto 28 film tra il 1959 ed il 2005.